# Валерий Халилов
Валерий Михайлович Халилов е съветски и руски военен диригент, офицер (генерал-лейтенант).

## Биография
Халилов е роден в семейство на военен диригент в град Термез, Узбекска ССР на 30 януари 1952 г. Завършва Московското военномузикално училище и Военно-диригентския факултет на Московската държавна консерватория „Пьотър Чайковски“.
Работи като военен диригент на оркестъра на Пушкинското висше военнокомандно училище по радиоелектроника на ПВО. Оркестърът печели 1-во място на конкурса за военни оркестри на Ленинградския военен окръг (1980). Офицер е във военнооркерстровата служба на Министерството на отбраната на СССР от 1984 г. Главен военен диригент и началник на военнооркерстровата служба от 2002 г. Военно звание генерал-лейтенант (2010).
Началник и художествен ръководител на Ансамбъл за песни и танци на Руската армия „Александър Александров“ от април 2016 г.
Музикален ръководител на военно-музикалния фестивал „Спаская башня“ (Москва), „Амурски волны“ (Хабаровск), „Марш столетия“ (Тамбов) и международния военно-музикален фестивал в Южносахалинск. Член на Съюза на композиторите. Творчеството му като композитор е в областта на духовата оркестровка, вокалната и камерно-инструменталната музика. Сред неговите произведения са „Адажио“, „Елегия“, марша „Кадет“, „Улан“, „Младежки“, романси по стихове на Сергей Есенин и др. Народен артист на Руската федерация (2014). Многократно гастролира в състава на водещи оркестри в държави от Европа, Северна Америка и Азия. Семеен със съпруга Наталия Халилова. От брака си имат две дъщери.
Загива в авиационна катастрофа поради претоварване на самолет на Министерството на отбраната, летял за Сирия и паднал в Черно море близо до Сочи на 25 декември 2016 г. Загиват 92 души, от които 64 артисти на Академичния ансамбъл за песни и танци на Руската армия „Александър Александров“.